# Neboissoperla
Neboissoperla is een geslacht van steenvliegen uit de familie Gripopterygidae. De wetenschappelijke naam van het geslacht is voor het eerst geldig gepubliceerd in 1971 door McLellan.

## Soorten
Neboissoperla omvat de volgende soorten:
- Neboissoperla alpina McLellan, 1971
- Neboissoperla monteithi Theischinger, 1982
- Neboissoperla spinulata Theischinger, 2002